# Charlie Chan Dagelet
Charlie Chang (Charlie Chan) Dagelet (Amsterdam, 22 augustus 1986) is een Nederlands actrice. Ze is onder andere bekend van televisieseries, waaronder Hotnews.nl.
Dagelet is de dochter van de acteur Hans Dagelet en de altvioliste Esther Apituley; Dokus en Tatum Dagelet zijn haar halfzussen, Monk en Mingus Dagelet zijn haar broers.

## Filmografie
- Cut, als Claire (2003)
- Bergen Binnen, als Mariët (2003)
- 15.35: Spoor 1, als Dila (2003)
- De Passievrucht, als meisje met pet (2003)
- Stille Nacht, als meisje op feest (2004)
- De Band, afl. Pijpen, rol: Vera (2005)
- Hotnews.nl, als Michelle (2006)
- Van Speijk, afl. Moord of de gladiolen, rol: Bonny (2007)
- Vox populi, als Ineke (2008)
- Loft, als Linda (2010)
- LelleBelle, als Yukshi (2010)
- Seinpost Den Haag, als agente, Marieke Kamphuis (2011)
- De president (film), als Mila (2011)
- Lang zal ze leven - One night stand-televisiefilm (2011)
- Lijn 32, als Pauline Achterberg (2012)
- Zusjes, als Mitzi (2013) (genomineerd voor Rockie Award)
- Heer & Meester, als Elise Meyer Swantée (2014)
- Bluf, als Elise (2014 en 2015)
- Sinterklaasjournaal, als Pietje Puk (2014)
- Homies, als Sophie (2015)
- A'dam - E.V.A., als Angelique (2016)
- Sinterklaasjournaal, als verslaggeefster (2017)
- Zomer in Zeeland (2017)
- Mocro Maffia, als Celine (2018-2024)
- In Limbo - One night stand-televisiefilm, als zwangere vriendin van getraumatiseerde politieagent (2018)
- Boy Meets Gun, als Rosa (2019)
- Penoza (film), als Zoë, vriendin van Lucien (2019)
- Hoogvliegers, als journalist Julia (2020)
- Commando's, als Marte de Koning (2020)
- Beau Séjour, als Yasmine Amani (2021)
- K van Karlijn, als Jennifer Trumeau (2021)
- Dirty Lines, als Natasja (2022)
- Oogappels (3 afleveringen) als medewerkster callcenter (2022)
- Jimmy, als Maryam (2024)
- De Ring, als Roos Sikkens (2024)
- Safe Harbor, (2025)

## Theater
- Zomertrilogie, Rosina
- Scènes uit een huwelijk, Eva
- In ongenade, Melanie Isaacs
- Bende Dapitulet, zichzelf (met haar familie)
- Sneeuwwitje, Sneeuwwitje
- WE ARE HERE, divers
- Naar Bukowski, divers
- Othello, Desdemona, Het Nationale Theater
- GRACE, Grace

## Trivia
- In de serie Mocro Maffia speelt zij in seizoen 5 samen met haar vader, acteur Hans Dagelet. Zij spelen hier vader en dochter Hugo en Celine.
- In de serie Seinpost Den Haag speelt zij tevens ook samen in aflevering 9 met haar vader,  acteur Hans Dagelet tevens spelen ze ook hier vader en dochter.
- In 2012 was zij kandidaat van het programma Expeditie Poolcirkel. Zij viel daarbij voor de finale af.